# Partido judicial de Daimiel
El partido judicial de Daimiel   es uno de los 31 partidos judiciales en los que se divide la comunidad autónoma de Castilla-La Mancha, siendo el partido judicial n.º 3  de la provincia de Ciudad Real.
El ámbito territorial, que viene regulado por el Real Decreto 529/1983, de 9 de marzo, comprende los municipios de:
Arenas de San Juan, Daimiel, Fuente el Fresno, Las Labores y Villarrubia de los Ojos.